# Andinobates abditus
Andinobates abditus – bardzo rzadki gatunek płaza bezogonowego z rodziny drzewołazowatych (Dendrobatidae). Krytycznie zagrożony wyginięciem.
Występuje wyłącznie na wschodnich zboczach wulkanu Reventador w prowincji Napo w północnym Ekwadorze. Miejsce typowe znajduje się na wysokości 1700 m n.p.m. Możliwe, że występuje też na przyległym obszarze prowincji Sucumbíos.
Ubarwienie prawie całkowicie ciemnobrązowe do czarnawego, na barkach i na górnej części nóg posiadają żółtopomarańczowe plamki. Dorosłe osobniki osiągają 16–18 mm.